# 스코티 캐머런

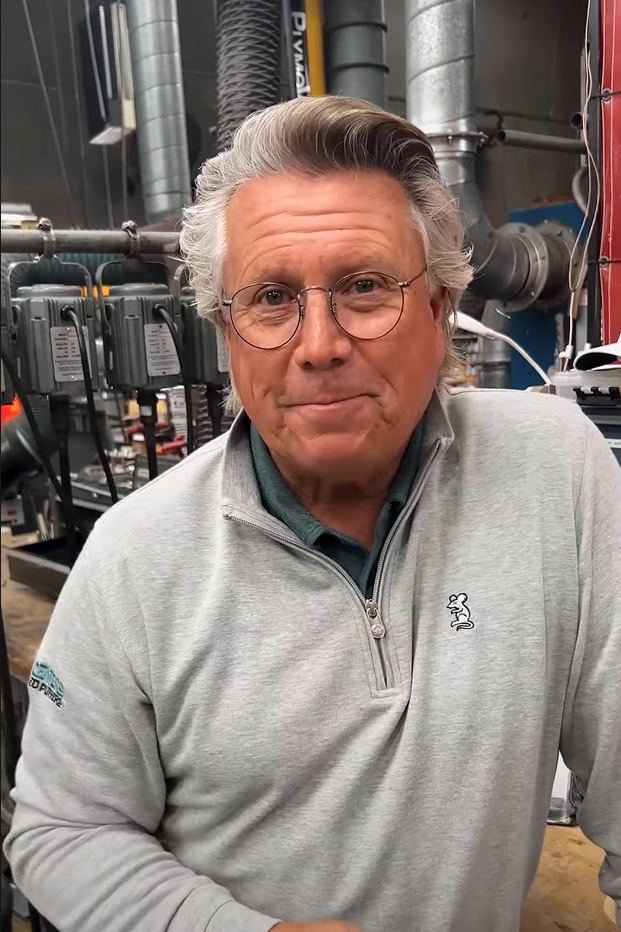

스코티 캐머런(Don T. "Scotty" Cameron)은 1962년 11월 8일 출생의 잘 알려진 퍼터 메이커이다. 그는 미국 캘리포니아의 글렌데일(Glendale)에서 태어나 헌팅튼 비치(Huntington Beach)에서 자랐으며, 헌팅튼 비치에 있는 에디슨 고등학교를 졸업하였다. 아버지의 친구가 소유한 머신샵에서 퍼터를 만들기 시작하였고, 향후 장모님의 차고에서 자신만의 워크샵을 소유하게 되었다. 1986년에 레이쿡(Ray Cook)사에서 영업을 시작한게 그의 첫 번째 골프업계와의 인연이다. 레이쿡의 사장이 영업커미션 대신 연봉제로 바꾸자 카메론은 레이쿡을 떠나기로 마음을 먹게된다.
레이쿡사를 떠난 카메론은 TP밀스와 카스텐 솔하임의 퍼터디자인을 연구하기 시작했다. 1991년에 돼서야 카메론은 판매목적으로 퍼터를 생산하기 시작했다. 프라이스 피티(Fry's Pity) 퍼터가 닉네임이었는데, 샌프란시스코 소재 프라이 골프샵의 사장인 존 프라이(John Fry)가 카메론과 골프를 같이 치게 되었는데, 당시 사업을 어렵게 하던 카메론을 도와주기 위해 700개의 퍼터를 주문해 주어 이같은 별명이 붙었다고 한다. 존이 예상한대로 이후 카메론은 가장 성공한 퍼터 메이커 중 한사람으로 발전하게 된다.
이후 카메론은 메이저급 골프용품업체인 맥스플라이(Maxfly)사와 클리블랜드(Cleveland)사에 그의 퍼터를 납품하게 되었고, 1991년말 또는 1992년초부터 미즈노에 독점으로 납품하게 되었다. 1992년말미즈노에 핑 앤서(Ping Anser) 스타일의 헤드를 소개하였으나, 미즈노는 양산을 거부하게 되고, 카메론은 그와 와이프인 캐시(Kathy)와 함께 카메론 골프 인터내셔널 (Cameron Golf International)을 설립하여 스카티 카메론 클래식 라인의 퍼터들을 소개하게 된다. 1993년 버나드 랑어(Bernard Langer)가 미즈노 시절 만들었던 핑 앤서 스타일 프로토타입 모델을 가지고 마스터스 토너먼트에서 우승하면서 카메론 골프 인터내셔널은 업계에서 알려지기 시작했다.
1994년, 플레이어스 챔피언십 기간에 아쿠쉬네트(Acushnet)의 회장, 월리 유라인으로부터 전화를 받게되고, 타이틀리스트는 5개의 경쟁업체들과의 비딩을 통해 스카티 카메론의 브랜드를 인수하게 된다. 이후 스카티 카메론은 최고의 퍼터 브랜드로 자리매김하게 된다.
1993년부터 1997년까지 카메론 퍼터의 헤드는 X-cel Golf/베티나르디(Bettinardi)에 의해 제작되었고, 슬리브닉 머시닝(Slivnik Machining)사와 K-테크 머신(K-Tech Machine) 또한 헤드 제작에 참여하였다. 슬리브닉 머시닝의 경우, Tel3 퍼터의 특허를 카메론과 공동 보유하고 있다.
2011년 5월 20일, 한국의 필라(Fila)사와 미래에셋이 포춘 브랜즈(Fortune Brands)사로부터 타이틀리스트의 지주회사인 아쿠쉬네트사를 인수함에 따라, 스카티 카메론은 필라의 자회사가 되었다.
타이거 우즈는 핑 앤서 2(Ping Anser 2)의 카피 모델인 스카티 카메론 뉴포트 2 모델을 통해 그가 우승한 14번의 메이저 우승 중 13번을 우승 하였다 (첫 번째 메이저 대회인 1997년 마스터즈에서 Tel3 롱넥 모델로 우승). 타이거 우즈의 카메론 퍼터는 303 독일 스텐레스 스틸을 사용하며 D7의 스윙 웨이트와 326그램의 무게를 사용하고 있다. 길이는 35.25인치이며, 퍼터 헤드 중간 상단에 사이트 닷이 있다. 퍼터 페이스와 백 케비티에 체리닷이라 불리는 빨간 닷이 있고, 백 케비티의 왼쪽 범퍼에는 타이거, 오른쪽 범퍼에는 우즈가 새겨져 있다.